# Diocese de Palmas-Francisco Beltrão
A Diocese de Palmas-Francisco Beltrão (Dioecesis Palmensis-Beltranensis) é uma circunscrição eclesiástica da Igreja Católica no Brasil, pertencente à Província Eclesiástica de Cascavel e ao Conselho Episcopal Regional Sul II da Conferência Nacional dos Bispos do Brasil, sendo sufragânea da Arquidiocese de Cascavel. 
A sé episcopal está na Catedral Senhor Bom Jesus da Coluna, em Palmas; e possui a Concatedral Nossa Senhora da Glória em Francisco Beltrão, no estado do Paraná. No dia 27 de abril de 2016 foi nomeado Mons. Edgar Xavier Ertl, S.A.C. como novo bispo da Diocese de Palmas-Francisco Beltrão.

## Histórico
A Prelazia de Palmas foi ereta canonicamente pelo Papa Pio XI em 9 de dezembro de 1933, por meio da bula Ad Maius Christifidelium Bonum, com território desmembrado da Diocese de Lages e da Diocese de Ponta Grossa, sendo sufragânea da Arquidiocese de Cascavel.
Foi elevada a diocese pelo Papa Pio XII, por meio da bula Quoniam Venerabilis Frater, 14 de janeiro de 1958.
A Sagrada Congregação para os Bispos, por meio do decreto Cum Urbs, de 7 de janeiro de 1987 alterou a denominação da Diocese de Palmas, para Diocese de Palmas–Francisco Beltrão.

## Bispos
| #                           | Nome                                              | Período     | Notas                          |
| Bispos                      | Bispos                                            | Bispos      | Bispos                         |
| --------------------------- | ------------------------------------------------- | ----------- | ------------------------------ |
| 4º                          | Edgar Xavier Ertl, S.A.C.                         | 2016 -      |                                |
| 3º                          | José Antônio Peruzzo                              | 2005 – 2015 | Nomeado Arcebispo de Curitiba  |
| 2º                          | Agostinho José Sartori, O.F.M.Cap.                | 1969 – 2005 | Renunciou por limite de idade. |
| 1 º                         | Carlos Eduardo de Sabóia Bandeira de Melo, O.F.M. | 1947 – 1958 | Faleceu.                       |
| Bispo prelado               |                                                   |             |                                |
|                             | Carlos Eduardo de Sabóia Bandeira de Melo, O.F.M. | 1947 – 1958 | Nomeado bispo diocesano.       |
| Administradores apostólicos |                                                   |             |                                |
|                             | Carlos Eduardo de Sabóia Bandeira de Melo, O.F.M. | 1936 – 1947 | Nomeado bispo prelado.         |
|                             | Antônio Mazzarotto                                |             |                                |